# Lijst van gemeentelijke monumenten in 's-Hertogenbosch (gemeente)
De gemeente 's-Hertogenbosch heeft 604 gemeentelijke monumenten, hieronder een overzicht. 

## 's-Hertogenbosch
De plaats 's-Hertogenbosch kent 511 gemeentelijke monumenten. Zie de Lijst van gemeentelijke monumenten in 's-Hertogenbosch (plaats).

## Bokhoven
De plaats Bokhoven kent 12 gemeentelijke monumenten:
| Object                                        | Bouwjaar   | Architect    | Locatie                 | Coördinaten                   | Nr.          | Afbeelding        |
| --------------------------------------------- | ---------- | ------------ | ----------------------- | ----------------------------- | ------------ | ----------------- |
| Café-boerderij in Eclectische elementen stijl | circa 1880 |              | Bokhovense Maasdijk 12  | 51° 44' 7" NB, 5° 14' 21" OL  | 0796/SOM0016 | Upload foto       |
| Vrijstaan woonhuis in Traditioneel stijl      | 1880       |              | Bokhovense Maasdijk 15  | 51° 44' 3" NB, 5° 14' 31" OL  | 0796/SOM0017 | Upload foto       |
| Woonhuis                                      | 1863       |              | Driekoningenplein 1     | 51° 44' 13" NB, 5° 14' 9" OL  | 0796/SOM0037 | Upload foto       |
| Woning-vrijstaand                             | 1940       |              | Driekoningenplein 3A    | 51° 44' 15" NB, 5° 14' 7" OL  | 0796/SOM0043 | Upload foto       |
| Woning-vrijstaand                             | 1951       |              | Driekoningenplein 3     | 51° 44' 13" NB, 5° 14' 8" OL  | 0796/SOM0039 | Upload foto       |
| Kortgevelboerderij in Wederopbouw stijl       | 1952       |              | Driekoningenplein 4     | 51° 44' 14" NB, 5° 14' 6" OL  | 0796/SOM0040 | Upload foto       |
| Woning-vrijstaand                             | 1915       |              | Driekoningenplein 5     | 51° 44' 13" NB, 5° 14' 5" OL  | 0796/SOM0041 | Woning-vrijstaand |
| Woning-vrijstaand                             | 1910       |              | Graaf Engelbertstraat 2 | 51° 44' 15" NB, 5° 14' 0" OL  | 0796/SOM0051 | Upload foto       |
| Woonhuis                                      | circa 1826 |              | Graaf Engelbertstraat 4 | 51° 44' 16" NB, 5° 14' 0" OL  | 0796/SOM0052 | Upload foto       |
| Woning-vrijstaand                             | 1940       |              | Graaf Engelbertstraat 9 | 51° 44' 15" NB, 5° 13' 56" OL | 0796/SOM0053 | Upload foto       |
| Woning-vrijstaand                             | 1952       |              | Gravin Helenastraat 15  | 51° 44' 10" NB, 5° 13' 46" OL | 0796/SOM0066 | Upload foto       |
| Noodkerk                                      | circa 1945 | Valk, H.W. ? | Groensteeg 1            | 51° 44' 14" NB, 5° 13' 57" OL | 0796/SOM0067 | Upload foto       |

## Engelen
De plaats Engelen kent 15 gemeentelijke monumenten:
| Object                                                                   | Bouwjaar               | Architect        | Locatie                   | Coördinaten                   | Nr.          | Afbeelding                                                               |
| ------------------------------------------------------------------------ | ---------------------- | ---------------- | ------------------------- | ----------------------------- | ------------ | ------------------------------------------------------------------------ |
| Woonhuis in Traditioneel stijl                                           | XIXA, 1900             |                  | De Terp 1                 | 51° 43' 13" NB, 5° 16' 22" OL | 0796/SOM0025 | Woonhuis in Traditioneel stijl                                           |
| Woning-vrijstaand                                                        | 1900                   |                  | De Terp 2                 | 51° 43' 12" NB, 5° 16' 22" OL | 0796/SOM0026 | Woning-vrijstaand                                                        |
| Dubbele woning                                                           | 1973                   |                  | De Vlacie 21              | 51° 43' 13" NB, 5° 16' 17" OL | 0796/SOM0027 | Upload foto                                                              |
| Transformatorhuisje                                                      | circa 1950             | bouwbureau PNEM  | De Vlacie ong.            | 51° 43' 11" NB, 5° 16' 18" OL | 0796/SOM0541 | Transformatorhuisje                                                      |
|                                                                          |                        |                  | Dorpstraat 6              | 51° 43' 15" NB, 5° 16' 18" OL | 0796/SOM0032 |                                                                          |
| Woonhuis in Traditioneel stijl                                           | XIXb, 1900             |                  | Dorpstraat 8              | 51° 43' 14" NB, 5° 16' 17" OL | 0796/SOM0033 | Woonhuis in Traditioneel stijl                                           |
| Dubbele woning                                                           | 1873                   |                  | Dorpstraat 10             | 51° 43' 13" NB, 5° 16' 17" OL | 0796/SOM0034 | Dubbele woning                                                           |
| Woning-vrijstaand                                                        | 1871                   |                  | Dorpstraat 12             | 51° 43' 14" NB, 5° 16' 16" OL | 0796/SOM0035 | Woning-vrijstaand                                                        |
| Woningen                                                                 | circa 1880, 1925, 1850 |                  | Dorpstraat 17 t/m 22      | 51° 43' 14" NB, 5° 16' 15" OL | 0796/SOM0036 | Woningen                                                                 |
| Woning-vrijstaand                                                        | 1900                   |                  | Graaf Van Solmsweg 18     | 51° 43' 24" NB, 5° 16' 15" OL | 0796/SOM0054 | Woning-vrijstaand                                                        |
| Woning-vrijstaand                                                        | 1760                   |                  | Graaf Van Solmsweg 65     | 51° 43' 13" NB, 5° 16' 22" OL | 0796/SOM0055 | Woning-vrijstaand                                                        |
| Voormalig pensionaat Pensionat de Demoiselles in Neoclassicistisch stijl | 1828-1829              |                  | Graaf Van Solmsweg 69b-71 | 51° 43' 11" NB, 5° 16' 25" OL | 0796/SOM0057 | Voormalig pensionaat Pensionat de Demoiselles in Neoclassicistisch stijl |
| St. Lambertuskerk, Pastorie                                              | 1933                   | Graaf sr., H. de | Graaf Van Solmsweg 73-75  | 51° 43' 10" NB, 5° 16' 25" OL | 0796/SOM0002 | Meer afbeeldingen                                                        |
| Woning-vrijstaand                                                        | 1930                   |                  | Graaf Van Solmsweg 77     | 51° 43' 9" NB, 5° 16' 26" OL  | 0796/SOM0059 | Woning-vrijstaand                                                        |
| Woonhuis                                                                 | 1859                   |                  | Graaf Van Solmsweg 79A    | 51° 43' 8" NB, 5° 16' 27" OL  | 0796/SOM0060 | Woonhuis                                                                 |

## Empel
De plaats Empel kent 5 gemeentelijke monumenten:
| Object                        | Bouwjaar | Architect     | Locatie               | Coördinaten                   | Nr.          | Afbeelding         |
| ----------------------------- | -------- | ------------- | --------------------- | ----------------------------- | ------------ | ------------------ |
| Raadhuis                      | 1948-'49 |               | Brink 6A t/m 7        | 51° 43' 48" NB, 5° 19' 34" OL | 0796/SOM0538 | Raadhuis           |
|                               |          |               | Proosdijstraat 7      | 51° 43' 48" NB, 5° 19' 38" OL | 0796/SOM0661 | Upload foto        |
| Pastorie van de Landeliuskerk | 1948-'49 |               | Proosdijstraat 12     | 51° 43' 50" NB, 5° 19' 38" OL | 0796/SOM0662 | Upload foto        |
| R.K. Landeliuskerk            | 1949     | Pontzen, N.H. | Proosdijstraat 14     | 51° 43' 51" NB, 5° 19' 38" OL | 0796/SOM0663 | R.K. Landeliuskerk |
|                               |          |               | Sint Landolinuslaan 2 | 51° 43' 47" NB, 5° 19' 42" OL | 0796/SOM0673 | Upload foto        |

## Nuland
De plaats Nuland kent 14 gemeentelijke monumenten:
| Object                                                                                              | Bouwjaar                     | Architect | Locatie              | Coördinaten                   | Nr.          | Afbeelding                                       |
| --------------------------------------------------------------------------------------------------- | ---------------------------- | --------- | -------------------- | ----------------------------- | ------------ | ------------------------------------------------ |
| Raadhuis met souterrain in Traditionalisme stijl                                                    | 1938/ca. 1948                |           | Dorpstraat 7         | 51° 43' 21" NB, 5° 26' 24" OL | 0796/SOM0753 | Raadhuis met souterrain in Traditionalisme stijl |
| Villa op L-vormige plattegrond, van één bouwlaag met zadeldak tussen topgevels.                     | circa 1930, 1934             |           | Dorpstraat 11        | 51° 43' 33" NB, 5° 26' 6" OL  | 0796/SOM0752 | Upload foto                                      |
| Villa, van één bouwlaag onder afgewolfd zadeldak.                                                   | circa 1905                   |           | Dorpstraat 20        | 51° 43' 35" NB, 5° 26' 6" OL  | 0796/SOM0751 | Upload foto                                      |
| Kortgevelboerderij                                                                                  | 1849                         |           | Duyn en Daelseweg 8  | 51° 43' 14" NB, 5° 25' 51" OL | 0796/SOM0758 | Upload foto                                      |
| Klooster Sint Jozefoord                                                                             | circa 1955                   |           | Duyn en Daelseweg 15 | 51° 43' 22" NB, 5° 25' 34" OL | 0796/SOM0757 | Upload foto                                      |
| Woonhuis, van één bouwlaag onder een afgewolfd mansardedak.                                         | circa 1930                   |           | Duyn en Daelseweg 34 | 51° 43' 36" NB, 5° 25' 60" OL | 0796/SOM0756 | Upload foto                                      |
| Helft dubbel woonhuis met zadeldak                                                                  | circa 1930-1940              |           | Duyn en Daelseweg 36 | 51° 43' 36" NB, 5° 26' 1" OL  | 0796/SOM0755 | Upload foto                                      |
| Helft dubbel woonhuis met zadeldak                                                                  | circa 1930-1940              |           | Duyn en Daelseweg 38 | 51° 43' 37" NB, 5° 26' 1" OL  | 0796/SOM0754 | Upload foto                                      |
| Gevelsteen op wederopbouwboerderij                                                                  | 1708                         |           | Elzenstraat 8        | 51° 43' 33" NB, 5° 25' 26" OL | 0796/SOM0761 | Upload foto                                      |
| Kortgevelboerderij, van één bouwlaag met een afgewolfd zadeldak. Mogelijk oudere gebintconstructie  | eerste kwart van de 19e eeuw |           | Heeseind 22          | 51° 44' 11" NB, 5° 25' 4" OL  | 0796/SOM0760 | Meer afbeeldingen                                |
| Klooster Sint Martinushuis                                                                          | 1918                         |           | Kerkstraat 28        | 51° 43' 49" NB, 5° 25' 60" OL | 0796/SOM0776 | Upload foto                                      |
| Pastorie                                                                                            | circa 1880                   |           | Kerkstraat 30        | 51° 43' 51" NB, 5° 26' 2" OL  | 0796/SOM0775 | Pastorie                                         |
| R.K. Kerk Johannes Onthoofding, driebeuk en achthoekige doopkapel in de stijl van de Bossche School | 1951                         | J. Magis  | Kerkstraat 34        | 51° 43' 51" NB, 5° 25' 57" OL | 0796/SOM0774 | Meer afbeeldingen                                |
| Woning van één bouwlaag met afgewolfd zadeldak.                                                     | ca. 1940                     |           | Kerkstraat 44        | 51° 43' 56" NB, 5° 25' 51" OL | 0796/SOM0773 | Upload foto                                      |

## Rosmalen
De plaats Rosmalen kent 35 gemeentelijke monumenten:
| Object                                                                                 | Bouwjaar                 | Architect       | Locatie                          | Coördinaten                   | Nr.          | Afbeelding                                                                             |
| -------------------------------------------------------------------------------------- | ------------------------ | --------------- | -------------------------------- | ----------------------------- | ------------ | -------------------------------------------------------------------------------------- |
| Dubbel woonhuis van huismeester Coudewater                                             | circa 1900/1910          |                 | Berlicumseweg 9-11               | 51° 41' 54" NB, 5° 22' 2" OL  | 0796/SOM0014 | Meer afbeeldingen                                                                      |
| Hotel De Loofert                                                                       | circa 1900               |                 | Berlicumseweg 13                 | 51° 41' 53" NB, 5° 22' 9" OL  | 0796/SOM0015 | Meer afbeeldingen                                                                      |
| Villa De Driesprong, café/bar/restaurant in Eclecticisme stijl                         | circa 1870               |                 | De Driesprong 11-11A             | 51° 43' 1" NB, 5° 21' 47" OL  | 0796/SOM0024 | Meer afbeeldingen                                                                      |
| Winkel;Woonhuis in Traditionalisme stijl                                               | circa 1950               |                 | Dorpsstraat 47, Raadhuisstraat 2 | 51° 43' 1" NB, 5° 21' 44" OL  | 0796/SOM0408 | Winkel;Woonhuis in Traditionalisme stijl                                               |
| Villa Vreeburg                                                                         | circa 1890               |                 | Dorpsstraat 66                   | 51° 42' 51" NB, 5° 21' 42" OL | 0796/SOM0028 | Villa Vreeburg                                                                         |
| Villa                                                                                  | circa 1870-80            |                 | Dorpsstraat 72                   | 51° 42' 50" NB, 5° 21' 38" OL | 0796/SOM0029 | Villa                                                                                  |
| Woonhuis                                                                               | circa 1900/1910          |                 | Dorpsstraat 83                   | 51° 42' 53" NB, 5° 21' 43" OL | 0796/SOM0030 | Woonhuis                                                                               |
| Boerderij                                                                              | circa 1873/1890          |                 | Dorpsstraat 91                   | 51° 42' 53" NB, 5° 21' 40" OL | 0796/SOM0031 | Boerderij                                                                              |
|                                                                                        |                          |                 | Driebergenlaan 13                | 51° 42' 19" NB, 5° 21' 31" OL | 0796/SOM0543 |                                                                                        |
| H. Bernadettekerk en pastorie met Expressionistische en traditionalistische elementen. | 1934-1935                | J. van der Valk | Graafsebaan 101-101A             | 51° 42' 30" NB, 5° 22' 56" OL | 0796/SOM0554 | H. Bernadettekerk en pastorie met Expressionistische en traditionalistische elementen. |
|                                                                                        |                          |                 | Graafsebaan 103                  | 51° 42' 30" NB, 5° 22' 59" OL | 0796/SOM0061 |                                                                                        |
| Boerderij-landhuis Vinkeloord met Traditionalisme -Oud-Hollandse elementen             | 1957/1958                |                 | Graafsebaan 133                  | 51° 42' 50" NB, 5° 24' 53" OL | 0796/SOM0062 | Boerderij-landhuis Vinkeloord met Traditionalisme -Oud-Hollandse elementen             |
| Villa                                                                                  | 1931                     |                 | Graafsebaan 166                  | 51° 42' 47" NB, 5° 23' 48" OL | 0796/SOM0063 | Upload foto                                                                            |
| Klooster met Zakelijke en traditionele elementen                                       | 1932                     |                 | Graafsebaan 172                  | 51° 42' 51" NB, 5° 24' 32" OL | 0796/SOM0064 | Upload foto                                                                            |
| Woonhuis                                                                               | circa 1920-1930, 1928(?) |                 | Heer en Beekstraat 45            | 51° 42' 15" NB, 5° 21' 28" OL | 0796/SOM0070 | Woonhuis                                                                               |
| T-boerderij                                                                            | XIX                      |                 | Hondsberg 3                      | 51° 43' 17" NB, 5° 22' 31" OL | 0796/SOM0089 | Upload foto                                                                            |
| Basisschool                                                                            | XIX d                    |                 | Kruisstraat 29                   | 51° 43' 55" NB, 5° 23' 47" OL | 0796/SOM0158 | Upload foto                                                                            |
| Langgevelboerderij                                                                     | 1909                     |                 | Kruisstraat 30-30A-30B           | 51° 43' 54" NB, 5° 23' 34" OL | 0796/SOM0159 | Upload foto                                                                            |
| Café/bar/restaurant                                                                    | circa 1890               |                 | Kruisstraat 31                   | 51° 43' 44" NB, 5° 23' 51" OL | 0796/SOM0331 | Upload foto                                                                            |
| T-boerderij en café                                                                    | circa 1900               |                 | Kruisstraat 38                   | 51° 43' 55" NB, 5° 23' 41" OL | 0796/SOM0160 | T-boerderij en café                                                                    |
| Langgevelboerderij Bosch Duinen                                                        | 1896, 1900               |                 | Kruisstraat 42                   | 51° 43' 57" NB, 5° 23' 49" OL | 0796/SOM0161 | Upload foto                                                                            |
| Langgevelboerderij in Wederopbouwtrant                                                 | circa 1945-1950          |                 | Kruisstraat 60                   | 51° 44' 2" NB, 5° 24' 11" OL  | 0796/SOM0162 | Upload foto                                                                            |
| Kortgevelboerderij                                                                     | 1864                     |                 | Kruisstraat 64                   | 51° 44' 5" NB, 5° 24' 18" OL  | 0796/SOM0163 | Kortgevelboerderij                                                                     |
| Kortgevelboerderij                                                                     | circa 1890               |                 | Maliskampsestraat 84             | 51° 42' 10" NB, 5° 23' 29" OL | 0796/SOM0208 | Upload foto                                                                            |
| Pastorie van de Sint-Lambertuskerk                                                     | XVIII-XIX                |                 | Markt 1                          | 51° 43' 2" NB, 5° 21' 52" OL  | 0796/SOM0209 | Pastorie van de Sint-Lambertuskerk                                                     |
| Boerderij                                                                              | XIX d                    |                 | Peter de Gorterstraat 2-2A       | 51° 42' 14" NB, 5° 22' 29" OL | 0796/SOM0251 | Upload foto                                                                            |
|                                                                                        |                          |                 | Peter de Gorterstraat 7-7A-7B    | 51° 42' 7" NB, 5° 22' 6" OL   | 0796/SOM0252 | Upload foto                                                                            |
| Kortgevelboerderij                                                                     | XVIII                    |                 | Sprokkelboschstraat 4            | 51° 43' 17" NB, 5° 22' 56" OL | 0796/SOM0270 | Upload foto                                                                            |
| Villa Hoog Oord in Eclecticisme stijl                                                  | circa 1870               |                 | Stationsstraat 2                 | 51° 42' 48" NB, 5° 21' 35" OL | 0796/SOM0271 | Upload foto                                                                            |
| Boerderij                                                                              | XIX                      |                 | Striensestraat 29                | 51° 43' 10" NB, 5° 21' 33" OL | 0796/SOM0332 | Upload foto                                                                            |
| Kortgevelboerderij                                                                     | XIX                      |                 | Veedijk 1                        | 51° 42' 11" NB, 5° 24' 15" OL | 0796/SOM0681 | Upload foto                                                                            |
| Kortgevelboerderij in Wederopbouwtrant                                                 | circa 1945-1950          |                 | Vliertwijksestraat 35            | 51° 43' 35" NB, 5° 23' 47" OL | 0796/SOM0690 | Upload foto                                                                            |
| Woonhuis                                                                               | 19e eeuw                 |                 | Vliertwijksestraat 45            | 51° 43' 23" NB, 5° 23' 50" OL | 0796/SOM0315 | Upload foto                                                                            |
| Kortgevelboerderij                                                                     | XIX d                    |                 | Vliertwijksestraat 50            | 51° 43' 11" NB, 5° 24' 3" OL  | 0796/SOM0316 | Upload foto                                                                            |
| Villa 't Ven                                                                           | 1924                     |                 | Weidestraat 1                    | 51° 42' 50" NB, 5° 21' 30" OL | 0796/SOM0328 | Upload foto                                                                            |

## Vinkel
De plaats Vinkel kent 12 gemeentelijke monumenten:
| Object | Bouwjaar                                                     | Architect          | Locatie                    | Coördinaten                   | Nr.          | Afbeelding |
| --- | ------------------------------------------------------------ | ------------------ | -------------------------- | ----------------------------- | ------------ | --- |
| Langgevelboerderij uit van één bouwlaag met steil zadeldak tussen topgevel | circa 1940                                                   |                    | Brugstraat 36              | 51° 42' 18" NB, 5° 27' 20" OL | 0796/SOM0750 | Meer afbeeldingen                                                                                               |
| Langgevelboerderij van één bouwlaag en een afgewolfd zadeldak. | herbouwd in 1947                                             |                    | Coppensdijk 43             | 51° 41' 59" NB, 5° 26' 23" OL | 0796/SOM0759 | Upload foto |
| Kortgevelboerderij van één bouwlaag en een zadeldak met aan één zijde een schild en aan één zijde een wolfseind | ca. 1850, maar vermoedelijk met een oudere gebintconstructie |                    | Kaathoven 3 Voorheen nr. 4 | 51° 41' 26" NB, 5° 27' 54" OL | 0796/SOM0762 | Kortgevelboerderij van één bouwlaag en een zadeldak met aan één zijde een schild en aan één zijde een wolfseind |
| Woongedeelte van een kortgevelboerderij van één bouwlaag en een afgewolfd zadeldak. | ca. 1870                                                     |                    | Kaathoven 14-16            | 51° 41' 38" NB, 5° 27' 23" OL | 0796/SOM0763 | Woongedeelte van een kortgevelboerderij van één bouwlaag en een afgewolfd zadeldak.                             |
| Pastorie van één bouwlaag en een afgewolfd mansardedak | 1884                                                         | H.C. Dobbe         | Lindenlaan 22              | 51° 42' 18" NB, 5° 27' 47" OL | 0796/SOM0772 | Meer afbeeldingen                                                                                               |
| R.K. Kerk O.L. Vrouw van de Rozenkrans | 1954                                                         | J.A. de Reus (Oss) | Lindenlaan 26              | 51° 42' 17" NB, 5° 28' 3" OL  | 0796/SOM0764 | Meer afbeeldingen                                                                                               |
| Boerderij |                                                              |                    | Vinkelsestraat 64          | 51° 42' 31" NB, 5° 29' 55" OL | 0796/SOM0771 | Upload foto |
| Voormalige keuterboerderij, tot carport verbouwde boerenschuur van één bouwlaag met een zadeldak met wolfseinden, gelegen op een groot perceel, met een driebeukige eiken ankerbalk-gebintconstructie uit de 17de- eeuw. | 19de-eeuws                                                   |                    | Vinkelsestraat 94          | 51° 42' 26" NB, 5° 29' 9" OL  | 0796/SOM0770 | Upload foto |
| Woonhuis met bedrijfsruimte van één bouwlaag en een mansardedak. | 1924 /1934                                                   |                    | Weerscheut 15              | 51° 42' 55" NB, 5° 27' 50" OL | 0796/SOM0769 | Upload foto |
| Bedrijfsgedeelte van een kortgevelboerderij van één bouwlaag en een afgewolfd zadeldak. | ca. 1880                                                     |                    | Weerscheut 27              | 51° 42' 48" NB, 5° 27' 46" OL | 0796/SOM0768 | Upload foto |
| Woongedeelte van een kortgevelboerderij van één bouwlaag en een afgewolfd zadeldak. | ca. 1880                                                     |                    | Weerscheut 29              | 51° 42' 48" NB, 5° 27' 46" OL | 0796/SOM0767 | Woongedeelte van een kortgevelboerderij van één bouwlaag en een afgewolfd zadeldak.                             |
| Langgevelboerderij van één bouwlaag en een afgewolfd zadeldak. | ca. 1893                                                     |                    | Weerscheut 49A             | 51° 42' 29" NB, 5° 27' 43" OL | 0796/SOM0766 | Meer afbeeldingen                                                                                               |

's-Hertogenbosch ·
Alphen-Chaam ·
Altena ·
Asten ·
Baarle-Nassau ·
Bergeijk ·
Bergen op Zoom ·
Bernheze ·
Best ·
Bladel ·
Boekel ·
Boxtel ·
Cranendonck ·
Deurne ·
Dongen ·
Drimmelen ·
Eersel ·
Eindhoven ·
Etten-Leur ·
Lijst van gemeentelijke monumenten in Geertruidenberg ·
Geldrop-Mierlo ·
Gemert-Bakel ·
Gilze en Rijen ·
Goirle ·
Halderberge ·
Heeze-Leende ·
Helmond ·
Heusden ·
Hilvarenbeek ·
Laarbeek ·
Land van Cuijk ·
Maashorst ·
Meierijstad ·
Moerdijk ·
Nuenen, Gerwen en Nederwetten ·
Oirschot ·
Oisterwijk ·
Oosterhout ·
Oss ·
Reusel-De Mierden ·
Roosendaal ·
Someren ·
Son en Breugel ·
Lijst van gemeentelijke monumenten in Steenbergen ·
Tilburg ·
Valkenswaard ·
Vught ·
Waalre ·
Waalwijk ·
Woensdrecht ·
Zundert